# D503iS
デジタル・ムーバ D503iS HYPER（デジタル・ムーバ ディー ごー まる さん アイ エス ハイパー）は、三菱電機製のNTTドコモの第二世代携帯電話(mova)端末である。

## 概要
503iSシリーズでは最後にSO503iSと同日発売。三菱電機初の折りたたみ式携帯電話になり、デザインやボタンの形状がD503iから大きく変わった。
アンテナをヒンジの上部に内蔵したデザインが特徴。機能的にはD503iを踏襲するが、液晶は若干大きくなった。
なお、本機以降の三菱製のドコモ向けのD2101Vを除く端末はすべてアンテナ内蔵型となっている。

## 歴史
- 2001年7月16日
  - 電気通信端末機器審査協会による技術基準適合認定の設計認証（設計認証番号A01-0574JP、J01-0196）
  - テレコムエンジニアリングセンターによる技術基準適合証明の工事設計認証（工事設計認証番号WAA0132）
- 2001年9月17日　SO503iSとともにドコモから発表
- 2001年9月20日　SO503iSともに発売
- 2012年3月31日　movaサービス終了により使用はこの日限りとなる。